# Rubus tsangorum
Rubus tsangorum är en rosväxtart som beskrevs av Hand.-mazz.. Rubus tsangorum ingår i släktet rubusar, och familjen rosväxter. Inga underarter finns listade i Catalogue of Life.